# Phylidorea (Macrolabina) nigronotata macrocera
Phylidorea (Macrolabina) nigronotata macrocera is een ondersoort van de tweevleugelige Phylidorea (Macrolabina) nigronotata uit de familie steltmuggen (Limoniidae). De ondersoort komt voor in het Palearctisch gebied.